# Aniek van Veenen
Aniek van Veenen (14 de octubre de 1996) es una deportista neerlandesa que compite en remo como timonel.
Ganó una medalla de plata en el Campeonato Mundial de Remo de 2022 y una medalla de bronce en el Campeonato Europeo de Remo de 2022, ambas en la prueba de ocho con timonel.

## Palmarés internacional
| Campeonato Mundial | Campeonato Mundial       | Campeonato Mundial | Campeonato Mundial |
| Año                | Lugar                    | Medalla            | Prueba             |
| ------------------ | ------------------------ | ------------------ | ------------------ |
| 2022               | Račice (República Checa) | Medalla de plata   | Ocho con timonel   |
| Campeonato Europeo |                          |                    |                    |
| Año                | Lugar                    | Medalla            | Prueba             |
| 2022               | Múnich (Alemania)        | Medalla de bronce  | Ocho con timonel   |